# Karl Friedrich August Kühns

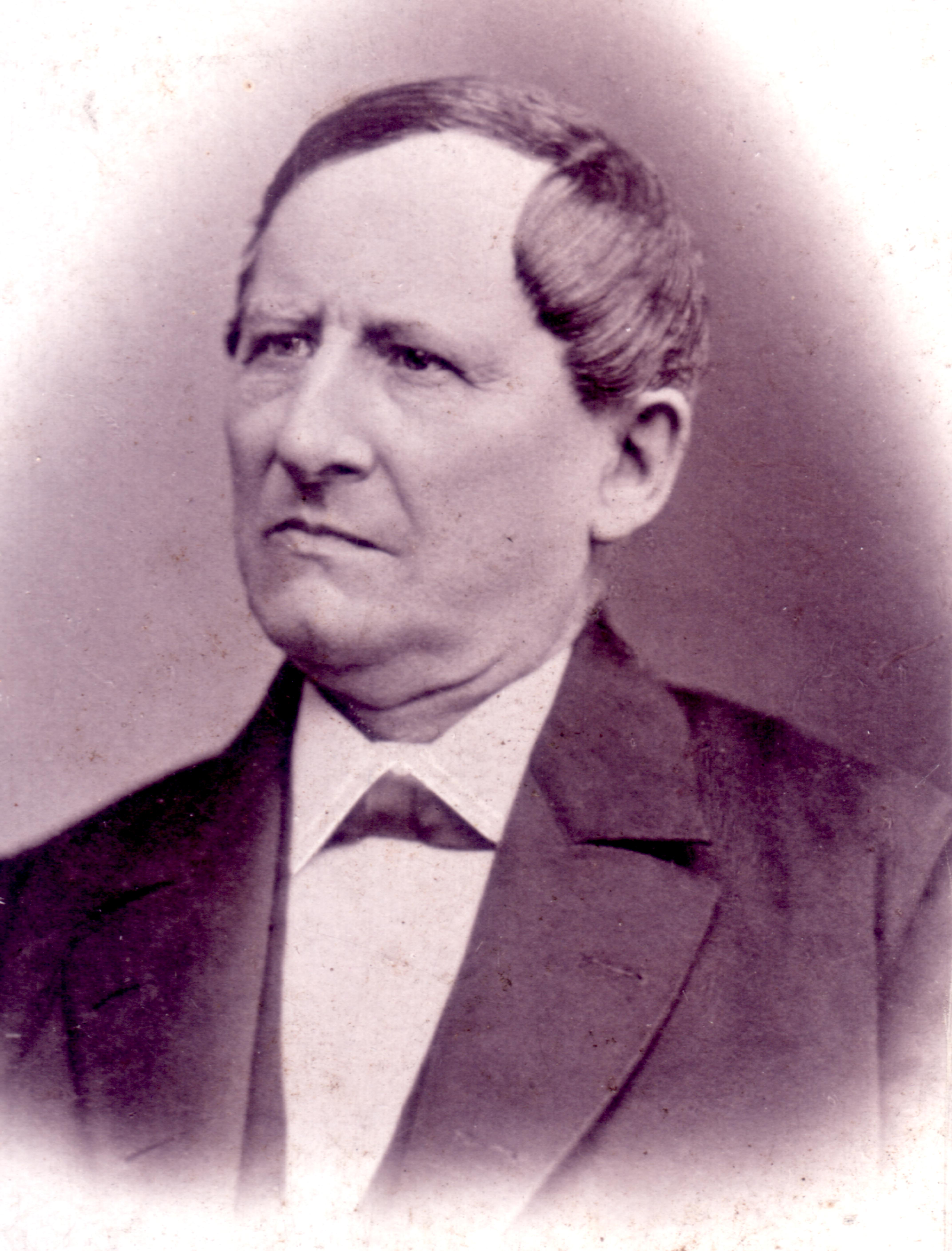
Karl Friedrich August Kühns um 1880

Karl Friedrich August Kühns, auch Carl Friedrich August Kühns, (* 1. November 1808  in Blankenfelde bei Berlin; † 29. November 1888 in Lüneburg) war ein deutscher Pädagoge.

## Leben
Kühns wurde während der französischen Besetzung des Königreichs Preußen geboren. Er besuchte bis 1827 das Friedrichwerdersche Gymnasium in Berlin, war danach bis 1830 Hilfslehrer an einer Knabenschule, ehe er am 1. Januar 1831 in das Königliche Seminar für Stadtschulen unter Direktor Adolph Diesterweg eintrat. Die Prüfung am 7. Mai 1834 bestand Kühns mit der Note „Vorzüglich“. Er wurde als Kandidat an das Gymnasium Johanneum zu Lüneburg empfohlen und angenommen. Am 15. Oktober 1834 begann er dort seinen Dienst als erster Hauptlehrer der Realklassen des Gymnasiums mit den Fächern Französisch, Mathematik und Naturwissenschaften. 1846 gründete Kühns die Handelsschule (Berufsschule) zu Lüneburg mit und wirkte dort als Dirigent. 1874 wurde ihm der Titel „Inspektor der Realschule“ verliehen.

## Ehrung
1884 verlieh ihm der König von Preußen anlässlich der Feier des 50-jährigen Dienstjubiläums den Roten Adlerorden vierter Klasse.

## Werke
- Rechnenbuch. 1. Thl. für die untern Classen der Gymnasien u. höhern Bürgerschulen  und Antworten dazu. 1. Thl., Lüneburg 1846.
- Rechenbuch. 2. Thl. f. d. mittleren Classen höherer Bürgerschulen und Antworten dazu. 2. Thl., Lüneburg 1847.
- Rechenbuch. 3. Thl. f. obere Classen in höheren Bürger- und Handlungsschulen und Antworten dazu. 3. Thl., Lüneburg 1848.
- Aus dem Zoologischen Garten in London. In: Unterhaltungen am häuslichen Herd. Dritte Folge, 1. Band, Nr. 17 Seite 331–333, Nr. 18 Seite 346–350 und Nr. 19, Seite 367 371, Leipzig 1861.
- Die Gärten in England. In: Unterhaltungen am häuslichen Herd. Dritte Folge, 2. Band, Nr. 19 Seite 368–373 und Nr. 20 Seite 389–393, Leipzig 1862.
- Ueber Seidenbau. In: Journal der Landwirthschaft. Neue Folge. 7. Band Seite 185–205, Göttingen 1862.
- Geschichte der Realschule des Johanneums. In: Programm des Johanneums zu Lüneburg zur Feier der funfzigjährigen Amtstätigkeit des Directors Dr. Wilhelm Friedrich Volger am 12. October 1865, Seite 5–18.
- Rechenbuch. 1. Thl. für die unteren Classen der Gymnasien, Real- u. höheren Bürgerschulen. 3. verm. u. verb. u. mit Berücksichtigung der neuen Maße umgearb. Aufl. und Antworten dazu, Lüneburg 1870.
- Molière. In: Programm des Johanneums zu Lüneburg. Ostern 1877,  Seite 3–18, 18 und 23.
- Geschichtlicher Abriss der Handelsschule zu Lüneburg. Herausgegeben von dem Dirigenten der Handelsschulanstalt Herrn Real-Schul-Inspector Carl Kühns bei seiner Emeritierung Michaelis 1888.